# فرماندهی عملیات ویژه سپاه تفنگداران دریایی
فرماندهی عملیات ویژه سپاه تفنگداران دریایی (انگلیسی: United States Marine Forces Special Operations Command) سازمان عملیات ویژه زیرمجموعه سپاه تفنگداران دریایی ایالات متحده آمریکا و بخشی از فرماندهی عملیات ویژه ایالات متحده آمریکا است. قابلیت‌های اصلی این سازمان، اقدام مستقیم، شناسایی ویژه و دفاع داخلی و خارجی است، همچنین در زمینه انجام عملیات ضدتروریسم و جنگ اطلاعاتی فعالیت می‌کند.
فرماندهی عملیات ویژه سپاه تفنگداران دریایی در ۱ نوامبر ۲۰۰۵ توسط وزیر دفاع ایالات متحده، دونالد رامسفلد، پس از جلسه‌ای بین او، فرمانده عملیات ویژه؛ ژنرال برایان دی. براون و فرمانده سپاه تفنگداران دریایی؛ ژنرال مایکل هاگی در ۲۸ اکتبر ۲۰۰۵ اعلام شد. این فرماندهی به‌طور رسمی در ۲۴ فوریه ۲۰۰۶ با مراسمی در کمپ لژون، کارولینای شمالی از دارایی‌های نیروی شناسایی سپاه تفنگداران دریایی فعال شد.